# Ferrocarril

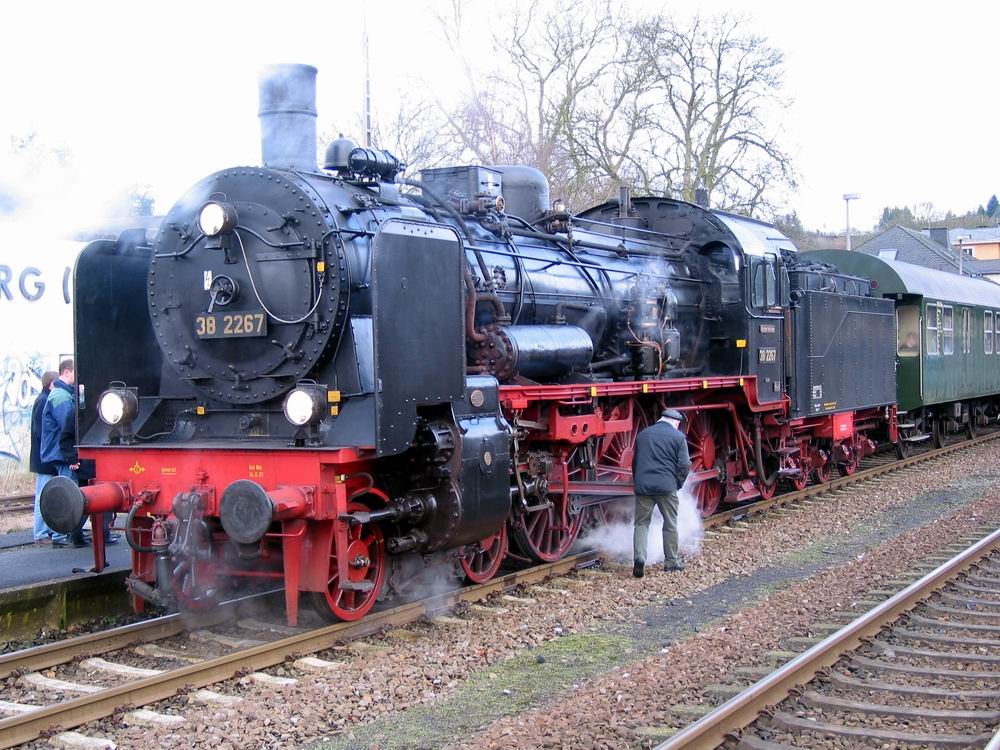
Ferrocarril de vapor alemany

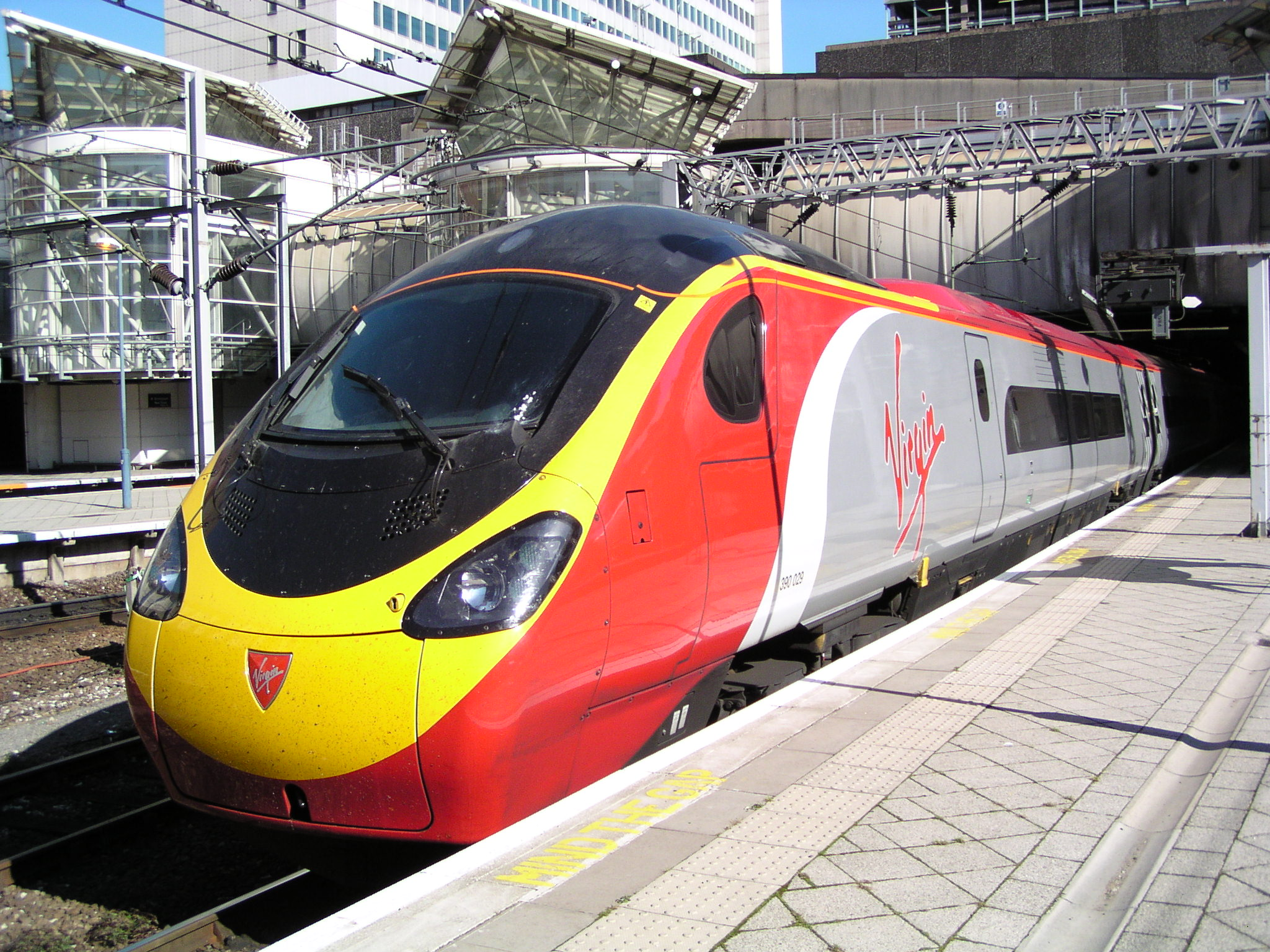
Ferrocarril modern a Birmingham

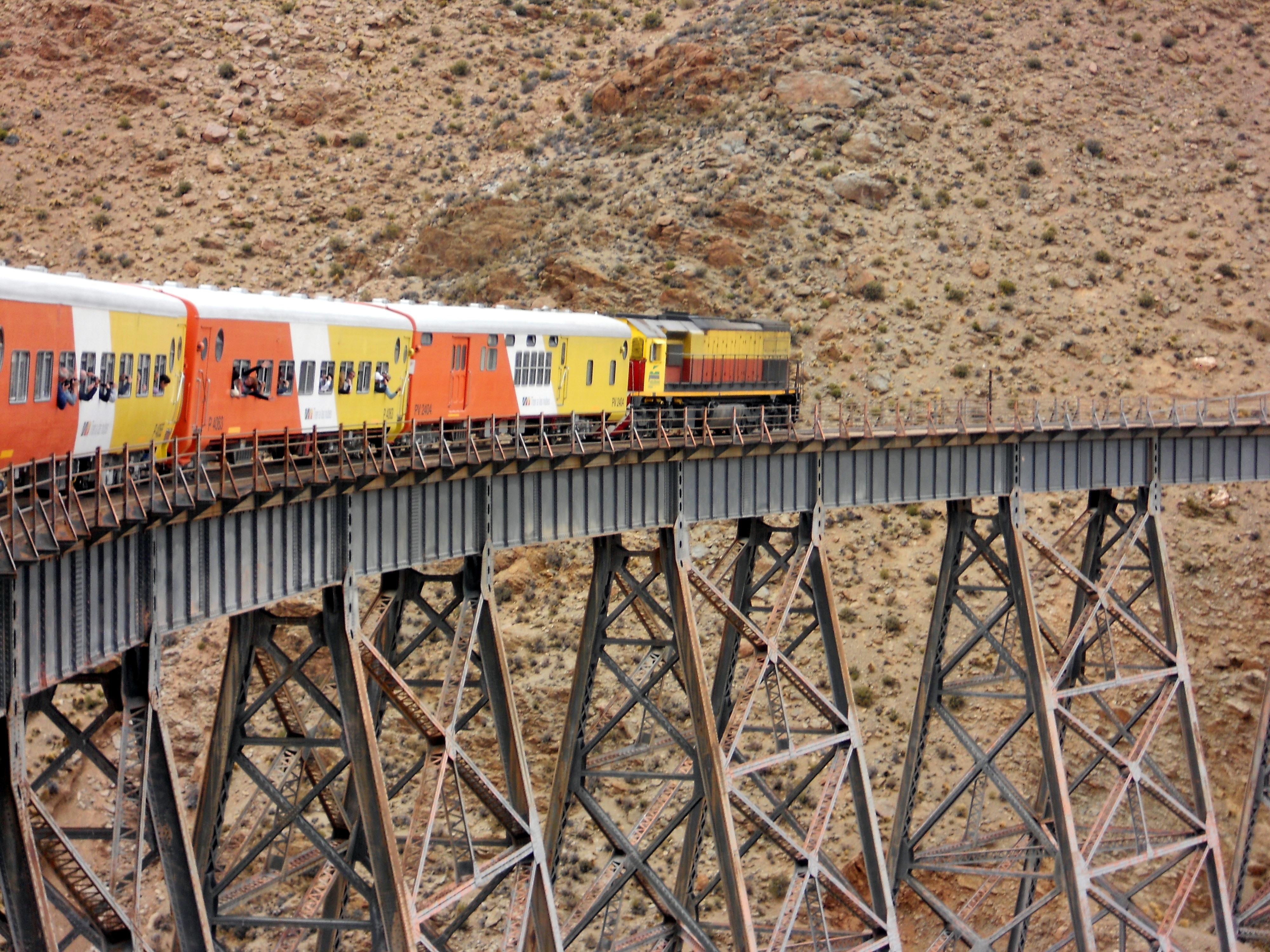
Tren creuant un viaducte a l'Argentina

El ferrocarril és un mitjà de transport que circula entre carrils, normalment d'acer, compost per un o més vagons o cotxes arrossegats per una locomotora. A banda de la via convencional, hi ha la circulació per cables (telefèric) o altres tipus de via, com ara les de levitació magnètica o la dels trens maglev.
Els ferrocarrils poden dur una locomotora o més d'una, acoblades al davant o en configuració push pull (una al davant i l'altra a la cua). Els vagons poden ser arrossegats o autopropulsats (automotors).
El seu desenvolupament es va produir a la primera meitat del segle xix, com a element de la Segona Revolució Industrial, aprofitant l'avantatge tècnic que suposa el baix coeficient de rodament metall sobre metall –de l'ordre de 3 per 1.000 i molt inferior al coeficient de rodament sobre carretera. La seva implantació causà una transformació completa de la societat en permetre el transport de persones i mercaderies amb un baix cost i de forma regular i segura.
El tren ha tingut una gran influència en el desenvolupament de moltes societats; el seu ús i importància varia segons l'època. Ha format part essencial de moltes nacions i ha presentat un gran avantatge en la industrialització, en comparació amb els països que no han disposat d'aquest mitjà de transport.

## Història del ferrocarril al món

### La prehistòria del ferrocarril
Probablement l'avantpassat del ferrocarril és el carro, que tenia el camí marcat per les roderes sobre les quals circulava. Els carros varen anar excavant solcs paral·lels en els carrers d'Ur. Els seus habitants ben aviat es varen adonar que aquestes roderes, quan eren profundes, mantenien els vehicles dins del camí i no espatllaven les cases al costat de les quals passaven, en els estrets carrers de les ciutats que regaven el Tigris i l'Eufrates. Més endavant els carrers polsegosos o enfangats es varen cobrir amb lloses, deixant, deliberadament, els solcs necessaris perquè els carros seguissin un camí fix. Cal no oblidar que la carreta de quatre rodes era llavors una invenció recent, i que el seu eix del darrere no era orientable.

### Línies sobre carrils de fusta

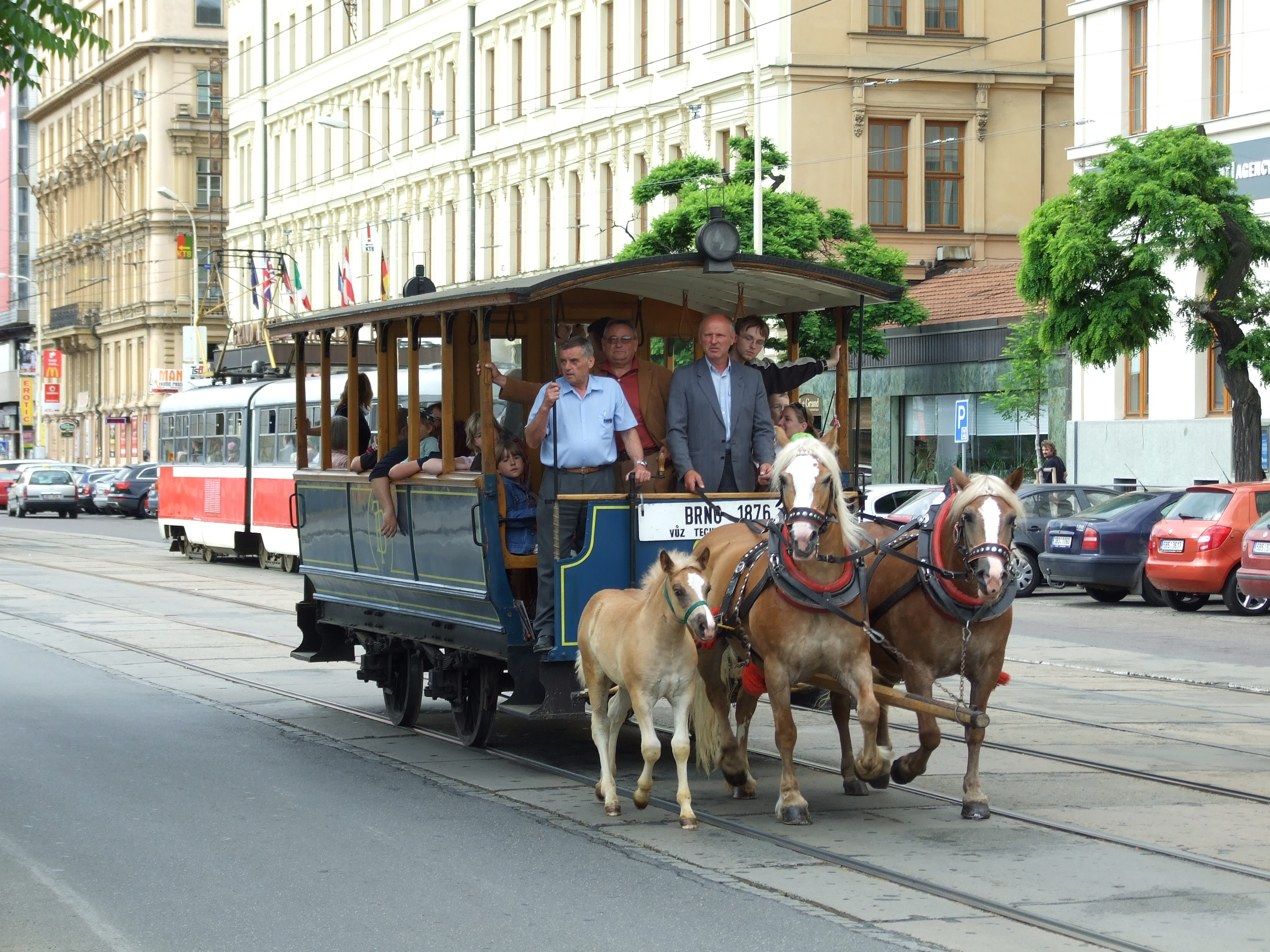
Ferrocarril urbà: tranvia de cavalls a Brno (República Txeca)

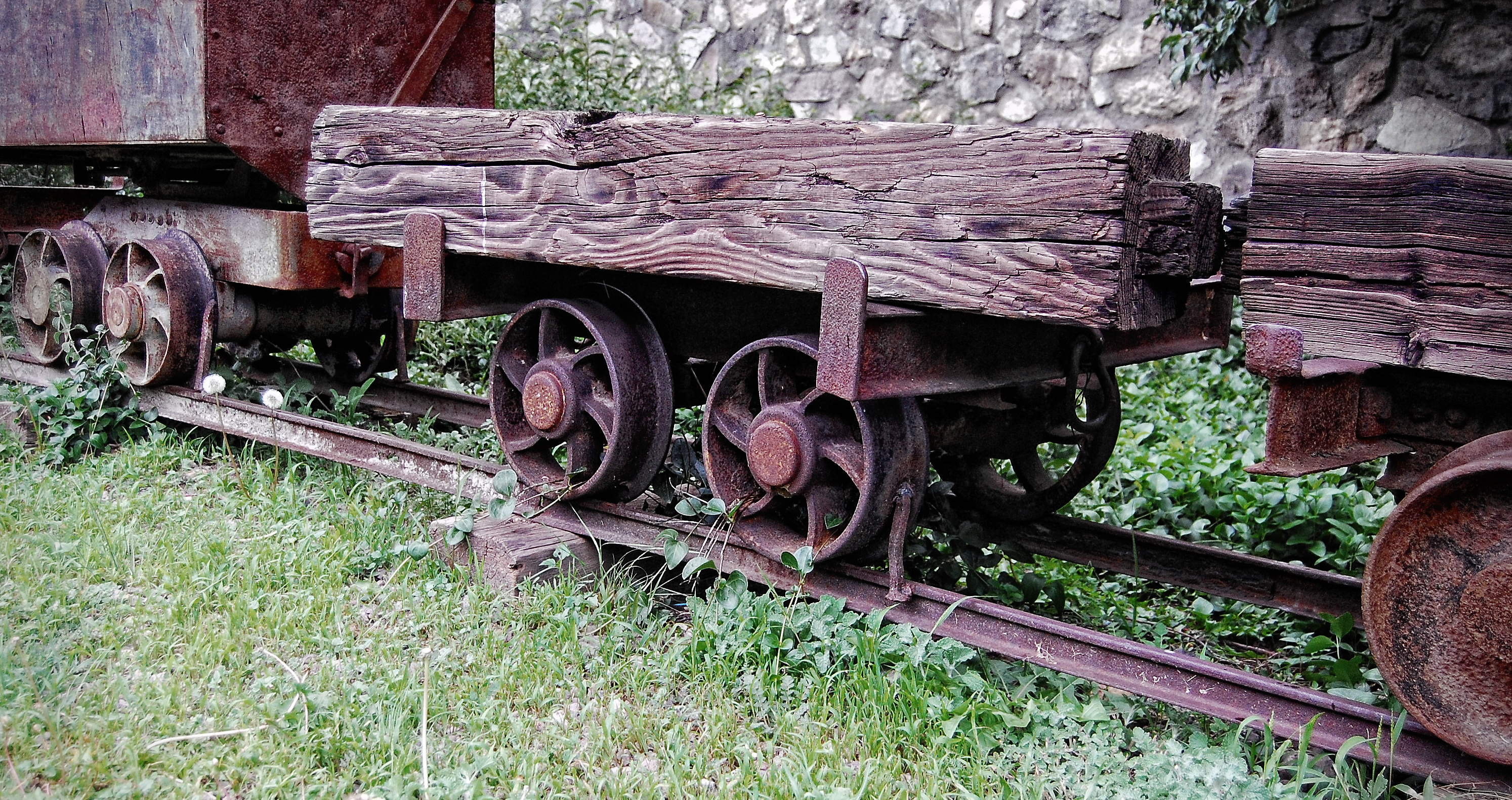
Antigues vagonetes mineres

La primera notícia d'un sistema de transport sobre carrils va ser una línia de tres quilòmetres que seguia el camí Diolkos, que s'utilitzava per transportar bots sobre plataformes al llarg de l'istme de Corint durant el segle VI a. C. Les plataformes eren empeses per esclaus i es guiaven per esquerdes excavades sobre la pedra. La línia es va mantenir funcionant durant 600 anys. Es creu que els romans ja utilitzaven una mena de sistema de vies fèrries. Algunes rutes tenien dues roderes amb una separació fixa, molt semblant a la de les nostres vies actuals.
Els transports sobre carrils van començar a reaparèixer a Europa després de l'alta edat mitjana. La primera notícia sobre un transport d'aquest tipus en el continent europeu en aquest període apareix en un vitrall a la catedral de Friburg de Brisgòvia al voltant de 1350. El 1515, el cardenal Matthäus Lang va descriure un funicular al castell de Hohensalzburg (Àustria) anomenat «Reisszug». La línia utilitzava carrils de fusta i s'accionava mitjançant una corda de cànem moguda per força humana o animal. La línia continua funcionant actualment, encara que completament substituïda per material modern, sent una de les línies més antigues que encara estan en servei.
A partir de 1550, les línies de via estreta amb carrils de fusta van començar a generalitzar-se en les mines europees. Durant el segle xvii les vagonetes de fusta traslladaven el mineral des de l'interior de les mines fins canals on es trasbordaba la càrrega al transport fluvial o carros. L'evolució d'aquests sistemes va portar a l'aparició del primer tramvia permanent el 1810, el «Leiper Railroad» a Pennsilvània.

### Línies sobre carrils de metall
El primer ferrocarril pròpiament dit (és a dir, amb carrils de ferro) tenia rails formats per un cos de fusta recobert per una xapa, i va ser fabricat el 1768. Això va permetre l'elaboració d'aparells de via més complexos. Al principi només existien llaços de final de línia per invertir les composicions, però aviat van aparèixer els canvis d'agulles. a partir de 1790 es van utilitzar els primers carrils completament d'acer al Regne Unit. El 1803, William Jessop va inaugurar la línia «Surrey Iron Railway» al sud de Londres, sent el primer ferrocarril públic de tracció animal (tirat per cavalls).
El primer passeig de tramvia, es va obrir entre Swansea i Mumbles a Gal·les el 1807. Els cavalls van romandre el mode preferit per al transport de tramvia fins i tot després de l'arribada de motors de vapor, fins a finals del segle xix, perquè eren més nets en comparació amb els tramvies de vapor que causaven fum als carrers de la ciutat.
La invenció del ferro forjat el 1820 va permetre superar els problemes dels primers carrils de ferro, que eren fràgils i curts, augmentant la seva longitud a 15 metres.
El 1857 van començar a fabricar-se carrils de acer definitivament. La introducció del Procés Bessemer, que va permetre fer un acer econòmic, va portar a l'època de gran expansió dels ferrocarrils que va començar a finals dels anys 1860. Els rails d'acer duraven molt més que els de ferro. Els rails d'acer van fer possibles locomotores més pesades, cosa que va permetre trens més llargs i millorar la productivitat dels ferrocarrils. El procés Bessemer va introduir el nitrogen en l'acer, el que va fer que l'acer es tornés fràgil amb el temps. El forn obert va començar a substituir el procés de Bessemer cap a finals del segle xix, millorant la qualitat de l'acer i reduint encara més els costos. Així, l'acer va substituir completament l'ús del ferro als carrils, convertint-se en estàndard per a tots els ferrocarrils.

### L'era del vapor
El desenvolupament del motor de vapor va impulsar la idea de crear locomotores de vapor que poguessin arrossegar trens per línies. La primera va ser patentada per James Watt el 1769 i revisada el 1782, però els motors eren massa pesats i generaven poca pressió com per ser emprats en locomotores. El 1804, utilitzant un motor d'alta precisió, Richard Trevithick va presentar la primera locomotora capaç d'arrossegar un tren a prop de Merthyr Tydfil, al País de Gal·les. Realitzada juntament amb Andrew Vivian, la prova va tenir un èxit relatiu, ja que la locomotora va trencar els fràgils rails de xapa de ferro.
- Locomotora Trevithick
- Catch-me who can (agafi'm qui pugui) de Trevithick
- La locomotora Salamanca, primera en donar servei comercial
- La Puffing Billy, 1814, la primera locomotora operativa per adherència.
- Locomotora Stephenson Killingworth, 1815

El 1811, John Blenkinsop va dissenyar la primera locomotora funcional que es va presentar a la línia entre Middleton i Leeds. La locomotora, anomenada Salamanca, es va construir el 1812.

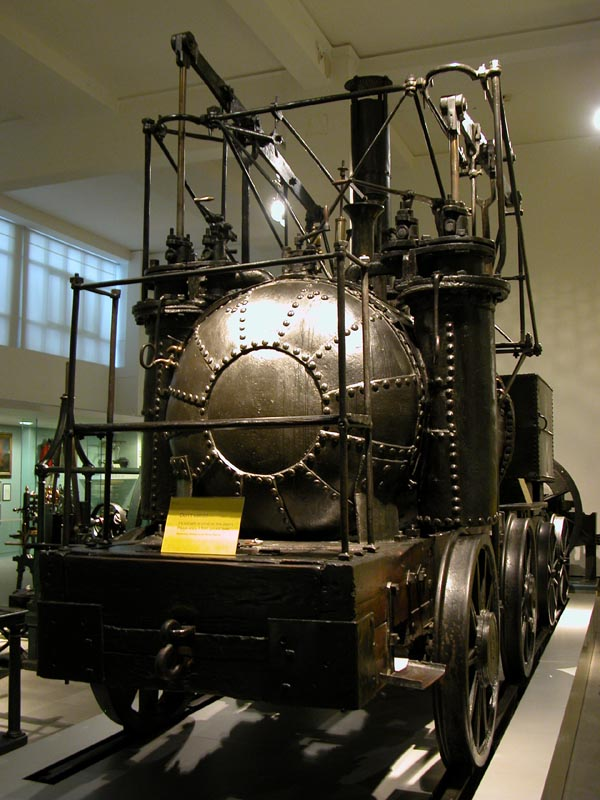
La màquina de vapor "Puffing Billy" exposada al Science Museum de Londres.

Això va ser seguit el 1813 per la locomotora Puffing Billy construïda per Christopher Blackett i William Hedley per a Wylam, al nord d'Anglaterra, la primera locomotora que va tenir èxit circulant amb adherència. Això es va aconseguir mitjançant la distribució del pes entre les diverses rodes. Puffing Billy està exposada al Science Museum de Londres, el que el converteix en la locomotora més antiga que es conserva.

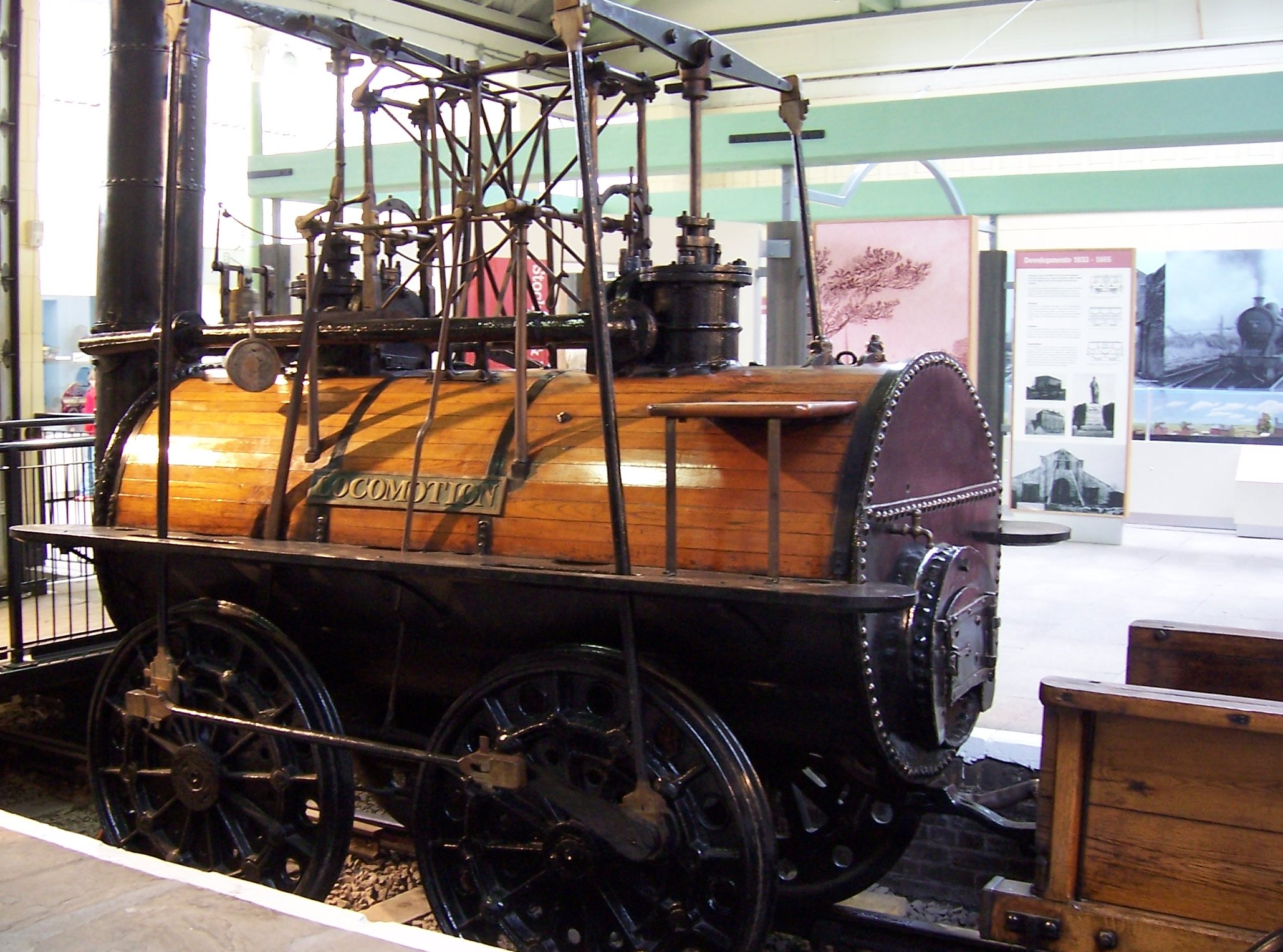
La locomotora Locomotion al centre i museu Darlington Railway

El 1814, George Stephenson, inspirat per les primeres locomotores de Trevithick, Murray i Hedley, va convèncer el gerent de la mina de carbó Killingworth, on treballava per permetre-li construir una màquina de vapor. Stephenson va tenir un paper fonamental en el desenvolupament i adopció generalitzada de la locomotora de vapor. Els seus dissenys van millorar considerablement el treball dels pioners anteriors. Va construir la locomotora Blücher, també una locomotora d'adhesió entre rodes i brides reeixida. El 1825 va construir la locomotora Locomotion per a Stockton and Darlington Railway al nord-est d'Anglaterra, que es va convertir en el primer ferrocarril públic de vapor del món el 1825, encara que va utilitzar tant potència de cavalls com potència de vapor en diferents curses. El 1829 va construir la locomotora Rocket, que va entrar i va guanyar els assajos de Rainhill. Aquest èxit va portar a Stephenson a establir la seva empresa com a constructora destacada de locomotores de vapor per a ferrocarrils a Gran Bretanya i Irlanda, Estats Units i gran part d'Europa. El primer ferrocarril públic que només utilitzava locomotores de vapor tot el temps va ser el ferrocarril de Liverpool i el Manchester], construït el 1830.
La generalització del sistema ferroviari ha estat gràcies a la màquina de vapor, però de bon començament ja es varen emprar sistemes alternatius per fer front a la manca de potència de la locomotora de vapor o per adaptar-se a situacions particulars.
La potència de vapor va continuar sent el sistema de poder dominant en ferrocarrils de tot el món durant més d'un segle.

### La introducció de l'energia elèctrica
La primera locomotora elèctrica coneguda va ser construïda el 1837 pel químic Robert Davidson, d'Aberdeen a Escòcia, i va ser alimentada per cèl·les galvàniques (bateries). Així, també va ser la primera locomotora elèctrica de bateries. Davidson més tard va construir una locomotora més gran anomenada Galvani, exposada a l'exhibició de la Royal Scottish Society of Arts el 1841. El vehicle, de set tones, tenia dos motors de transmissió directa, amb electroimants fixos actuant sobre barres de ferro connectades a un cilindre de fusta de cada eix i commutadors senzills. Transportava una càrrega de sis tones a quatre milles per hora (6 quilòmetres per hora) per una distància de 2,4 quilòmetres i mig. El mes de setembre de l'any següent es va provar a la línia de ferrocarril d'Edimburg i Glasgow, però l'energia limitada de les bateries va impedir el seu ús generalitzat. Va ser destruït pels treballadors del ferrocarril, que el consideraven un risc per a la seva seguretat laboral.

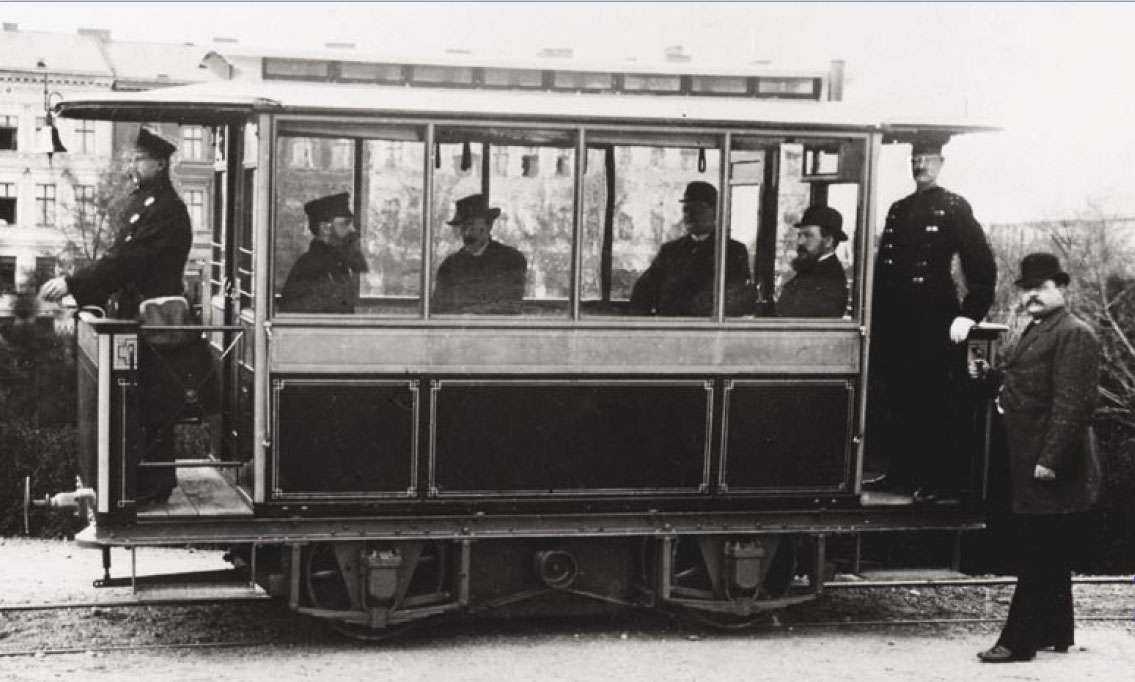
primer tram elèctric a Lichterfelde, 1882

Werner von Siemens va presentar un ferrocarril elèctric el 1879 a Berlín. La primera línia de tramvia elèctrica del món, el tramvia Gross-Lichterfelde, es va inaugurar el 1881 a Lichterfelde, a prop de Berlín, Alemanya, construïda per Siemens. El tramvia funcionava amb una diferència de potencial de 180 volts, que es subministrava mitjançant carrils de corrent. El 1891 la pista estava equipada amb una línia aèria (catenària) i la línia es va estendre a l'estació de Berlín-Lichterfelde West.
El ferrocarril elèctric de Volk va ser inaugurat el 1883 a Brighton, Anglaterra. El ferrocarril segueix funcionant, cosa que el converteix en el ferrocarril elèctric operatiu més antic del món. També el 1883, Mödling i Hinterbrühl Tram van obrir prop de Viena a Àustria. Va ser la primera línia de tramvia del món amb servei regular alimentat per una línia aèria. Cinc anys més tard, els tramvies elèctriques dels Estats Units, van ser pioners el 1888 utilitzant equips dissenyats per Frank J. Sprague.

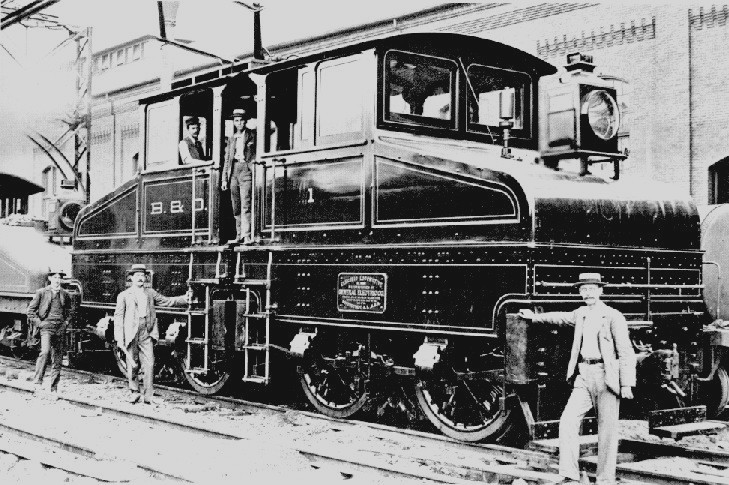
Motor elèctric de Baltimore & Ohio

El primer ús de l'electrificació en una línia principal es va produir en una secció de quatre milles de la línea Baltimore Belt del ferrocarril de Baltimore i Ohio (B&O) el 1895 que connectava la part principal del B&O a la nova línia a la ciutat de Nova York a través d'una sèrie de túnels al voltant dels límits del centre de Baltimore. L'electricitat es va convertir ràpidament en l'alimentació elèctrica que es va triar per als transport metropolitans subterranis (metro), i va ser impulsada per la invenció de Sprague del control de trens d'unitats múltiples el 1897. A principis de 1900, la majoria dels ferrocarrils de carrer van ser electrificats.

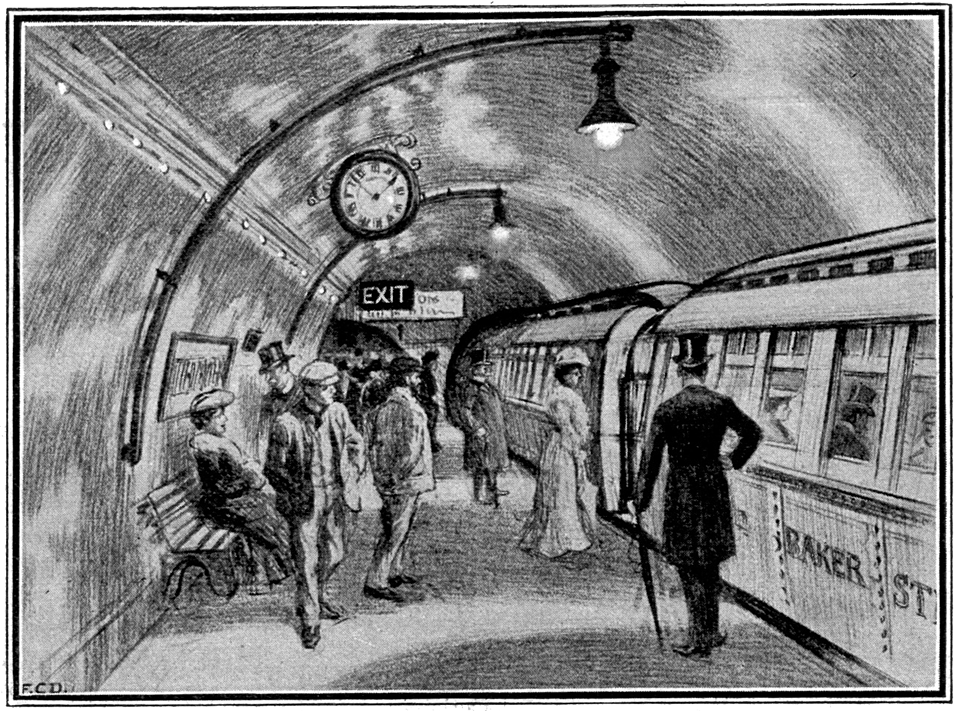
Passatgers esperant per accedir al Metro de Londres a principis de la dècada de 1900.

El Metro de Londres és el ferrocarril subterrani més antic del món, inaugurat el 1863, i va començar a operar amb serveis elèctrics utilitzant un sistema de quart rail el 1890 al City and South London Railway (Ferrocarril de la Ciutat i Sud de Londres), que ara està unit a la Northern Line (la Línia del nord). Aquest va ser el primer ferrocarril important a utilitzar tracció elèctrica. El primer ferrocarril elèctric de nivell profund del món és el que discorre des de la ciutat de Londres, sota el riu Tàmesi, fins a Stockwell, al sud de Londres.
La primera locomotora elèctrica amb CA amb aplicacions pràctiques va ser dissenyada per Charles Brown, que treballava per la fàbrica Oerlikon a Zuric. El 1891, Brown havia demostrat la transmissió de l'energia a llarga distància, utilitzant un sistema trifàsic entre una central hidroelèctrica a Lauffen del Neckar i Frankfurt del Main oest, a una distància de 280 km. Brown va observar que els motors CA tenien un millor ratio potència-pes que els motors de CC i, a causa de l'absència d'un commutador elèctric, van ser més fàcils de fabricar i mantenir. No obstant, eren molt més grans que els motors de CC de l'època i no es podien muntar en bogis sota terra: només podien ser transportats dins de cossos de locomotora.
El 1894, l'enginyer hongarès Kálmán Kandó va desenvolupar un nou tipus de motors de tracció elèctrica asíncrona trifàsica i generadors per a locomotores elèctriques. Els dissenys de Kandó a principis de 1894 es van aplicar per primera vegada en una secció curta en un tramvia a de CA trifàsica a Evian-les-Bains (França), que va ser construït entre 1896 i 1898.

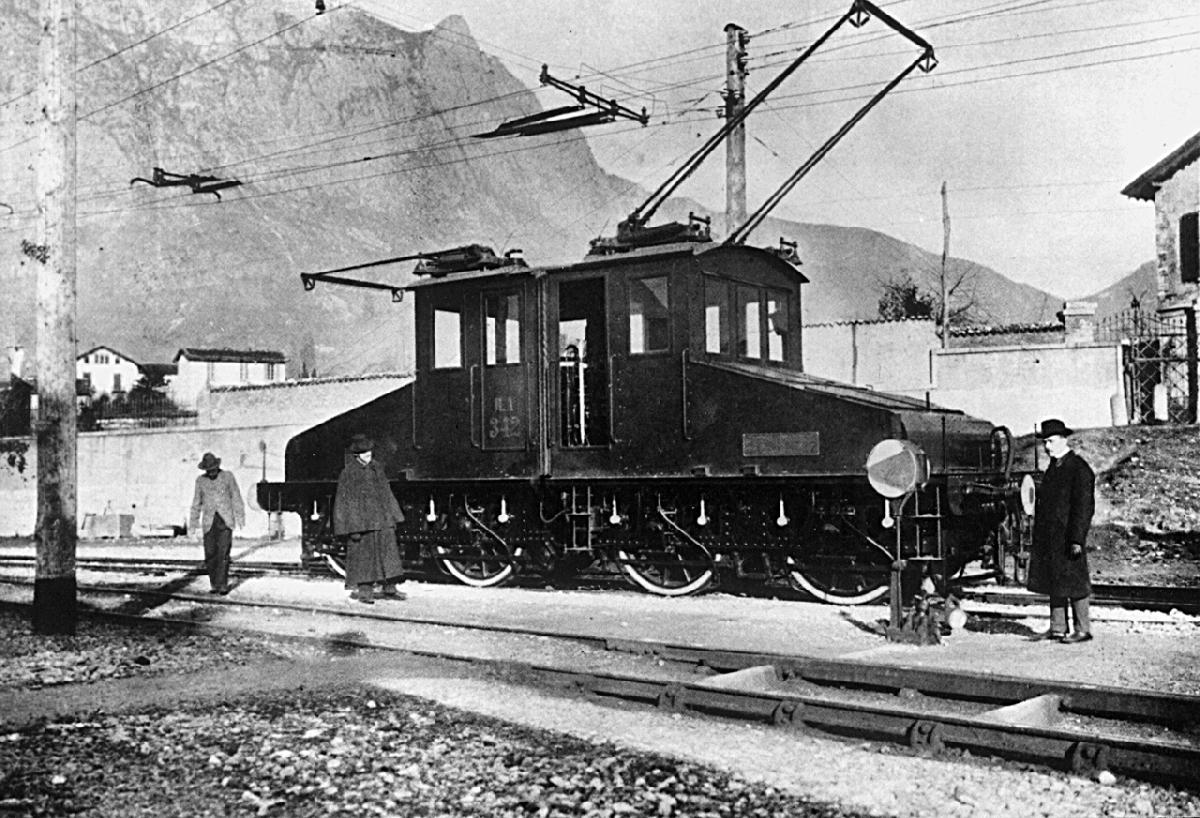
Un prototip a Ganz amb locomorora elèctrica CA a Valtellina, Itàlia, 1901

Els ferrocarrils italians van ser els primers al món que van introduir la tracció elèctrica per a tota la longitud d'una línia principal en lloc d'una secció curta. La línia Valtellina de 106 quilòmetres va ser inaugurada el 4 de setembre de 1902, dissenyada per Kandó i un equip d'obres de Ganz. El sistema elèctric va ser trifàsic a 3 kV de 15 Hz. En 1918, Kandó va inventar i desenvolupar el convertidor de fase rotatiu, que permet a les locomotores elèctriques utilitzar motors trifàsics mentre es subministren per un sol cable aeri, portant la freqüència industrial simple (50 Hz) de CA de les xarxes nacionals d'alta tensió.

### La introducció del motor diesel

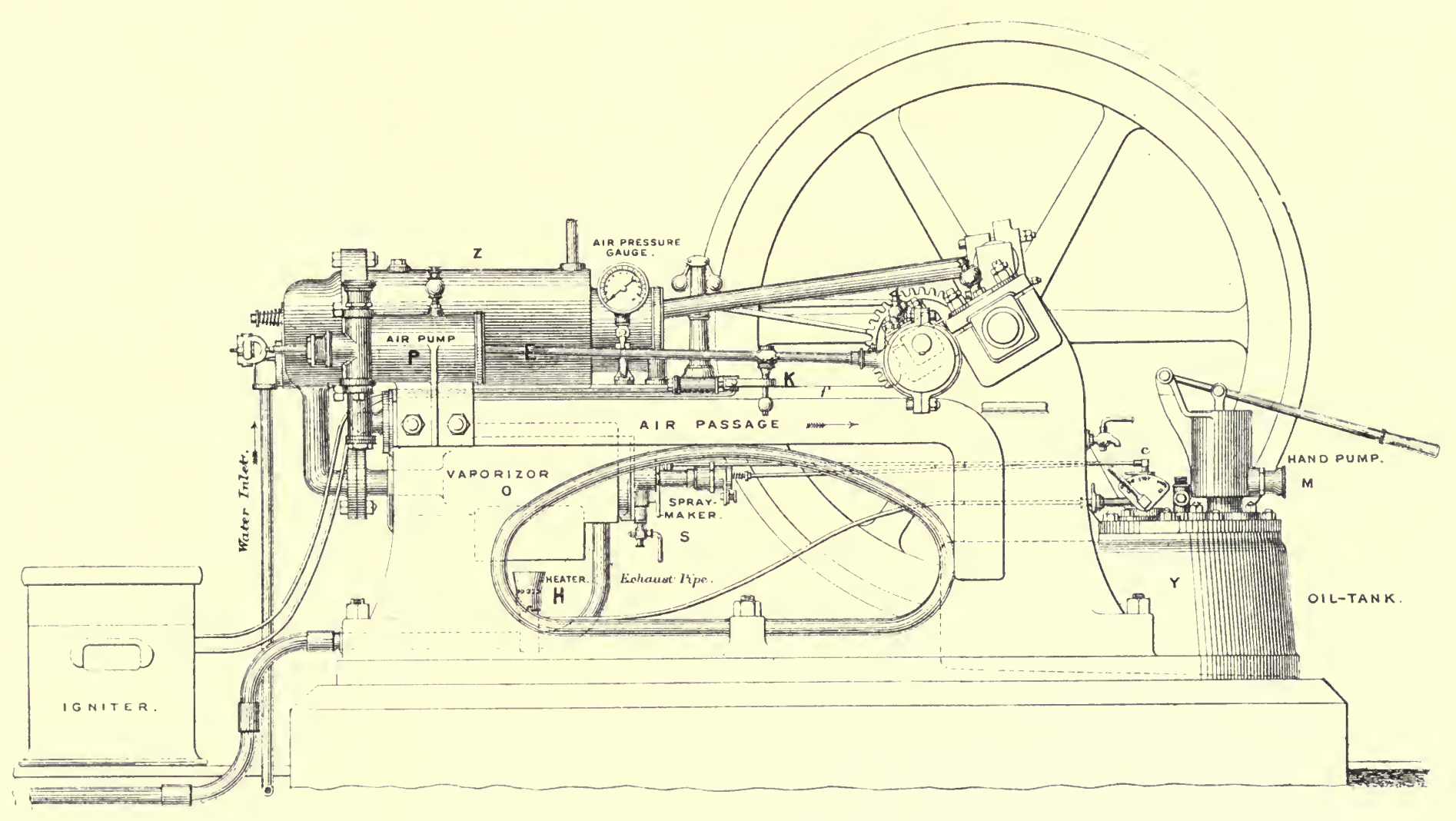
Diagrama de Priestman Oil Engine procedent de The Steam engine and gas and oil engines (El motor de vapor i els motors de gas i petroli) (1900) by John Perry

Els primers exemples enregistrats d'un motor de combustió interna per a ús ferroviari van incloure un prototip dissenyat per William Dent Priestman, que va ser examinat per Sir William Thomson el 1888, que el va descriure com "[motor de petroli Priestman] muntat sobre un camió que treballa en una línia temporal de rails per mostrar l'adaptació d'un motor de petroli amb finalitat de fer de locomotora." En 1894, es va utilitzar una màquina de 20 cavalls de força (15 kW) de dos eixos construïda pels Priestman Brothers al port del riu Hull, al nord d'Anglaterra.
El 1906, Rudolf Diesel, Adolf Klose i el fabricant de motors de vapor i dièsel Gebrüder Sulzer van fundar Diesel-Sulzer-Klose GmbH per fabricar locomotores de motor dièsel. Sulzer havia estat fabricant motors dièsel des de 1898. Els ferrocarrils de l'Estat de Prússia van ordenar una locomotora dièsel de la companyia el 1909. La primera locomotora dièsel va operar a l'estiu de 1912 al ferrocarril de Winterthur-Romanshorn a Suïssa, però no va ser un èxit comercial. El pes de la locomotora era de 95 tones i la seva potència de 883 kW, amb una velocitat màxima de 100 km/h. A meitat de la dècada de 1920, es van produir petits prototips de locomotores diesel a diferents llocs.

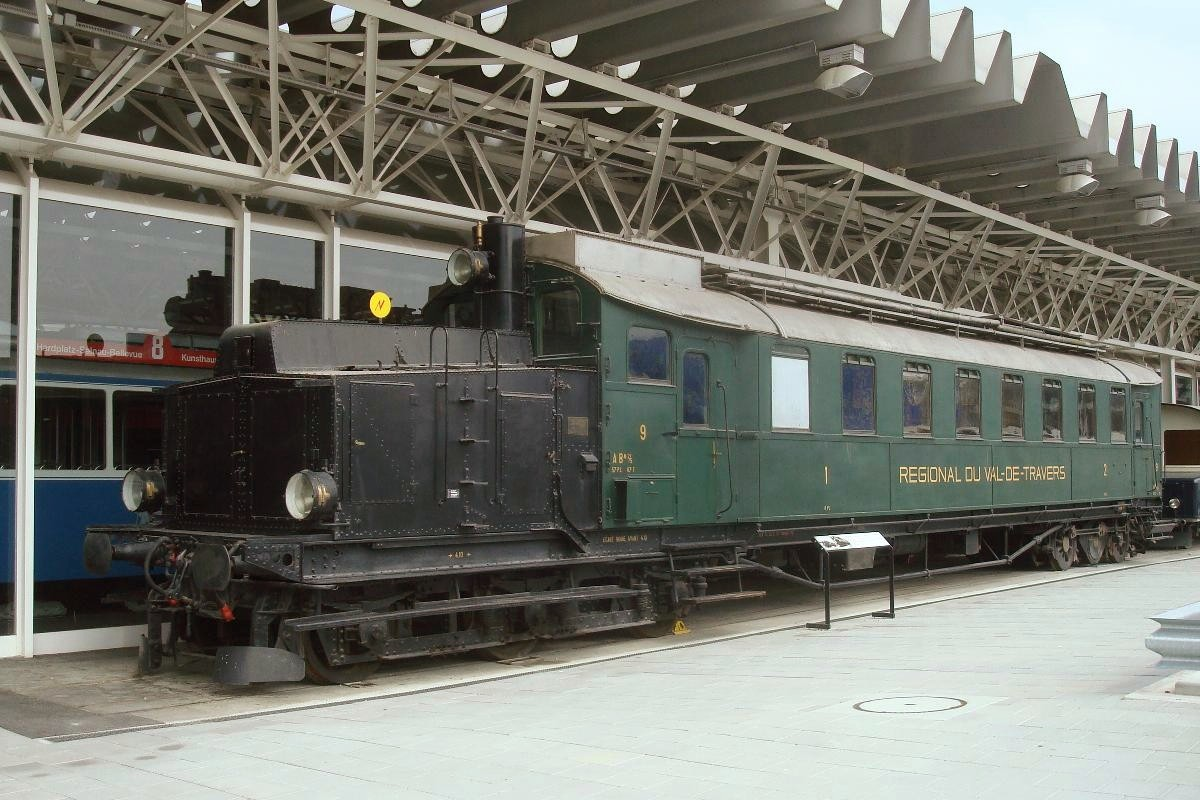
Suissa i Alemanya van coproductir el primer vago elèctric diesel funcional del món el 1914

Un avanç significatiu es va produir el 1914, quan Hermann Lemp, enginyer elèctric de General Electric, va desenvolupar i patentar un sistema de control elèctric de corrent continu fiable (les millores posteriors també es van patentar per Lemp). El disseny de Lemp va utilitzar una sola palanca per controlar el motor i el generador de forma coordinada, i va ser el prototip de tots els sistemes de control de locomotores elèctriques dièsel. El 1914 es van produir les primeres autovies funcionals elèctriques dièsel per al Königlich-Sächsische Staatseisenbahnen de la companyia Waggonfabrik Rastatt amb equips elèctrics de motors Brown, Boveri & Cie i dièsel de la suissa Sulzer AG. General Electric va produir diverses petites locomotores de commutació a la dècada del 1930.
Els anys cinquanta són la frontissa entre la desaparició de la tracció a vapor i el desenvolupament dels motors de combustió interna. És també en aquesta època quan comencen a aparèixer les locomotores elèctriques.

### Trens més ràpids

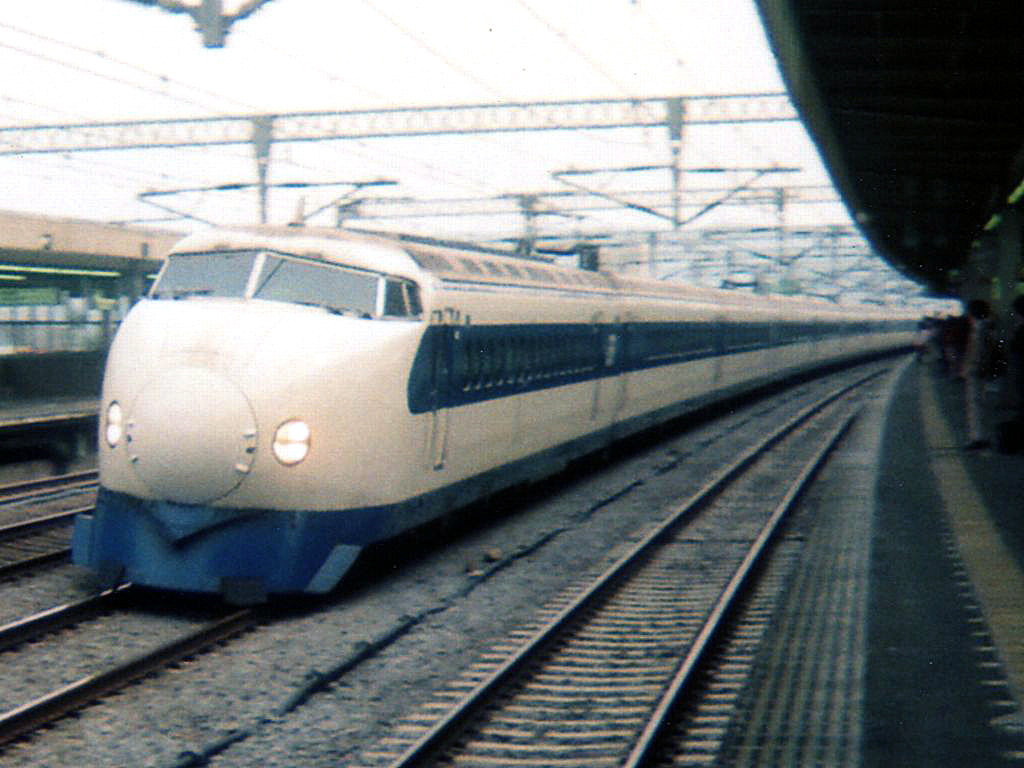
Shinkansen serie 0, inaugurat el 1964

El primer tren comercial d'alta velocidad fou inaugurat el 1939 a Itàlia amb el ElettroTreno ETR 200, assolint el rècord mundial, en aquell moment, de 204 km/h, a prop de Milà.
Actualment es considera Alta Velocidad el ferrocarril que supera els 250 km/h de mitjana. En aquest sentit, el 1964, s'inaugurarà al Japó la primera línia d'alta velocitat, anomenada Shinkansen, (tren bala), per resoldre el problema del transport entre les poblacions del país. Amb el temps, aquest sistema s'amplia per altres països, com França, Espanya i Alemanya, el que fa recuperar el viatge interurbà.
Al llarg dels anys 70, s'ha introduït una automatització major, especialment en el transport interurbà, reduint els costos d'operació. Algunes línies de transport van ser transformades en línies de tren lleuger, mentre que altres línies es van construir en ciudades que havien eliminat el trànsit. Els anys 90, l'atenció se centra en millorar l'accessibilitat i es converteix el tren en una solució pel transport de persones amb discapacitats motrius.

## Història del ferrocarril a Catalunya

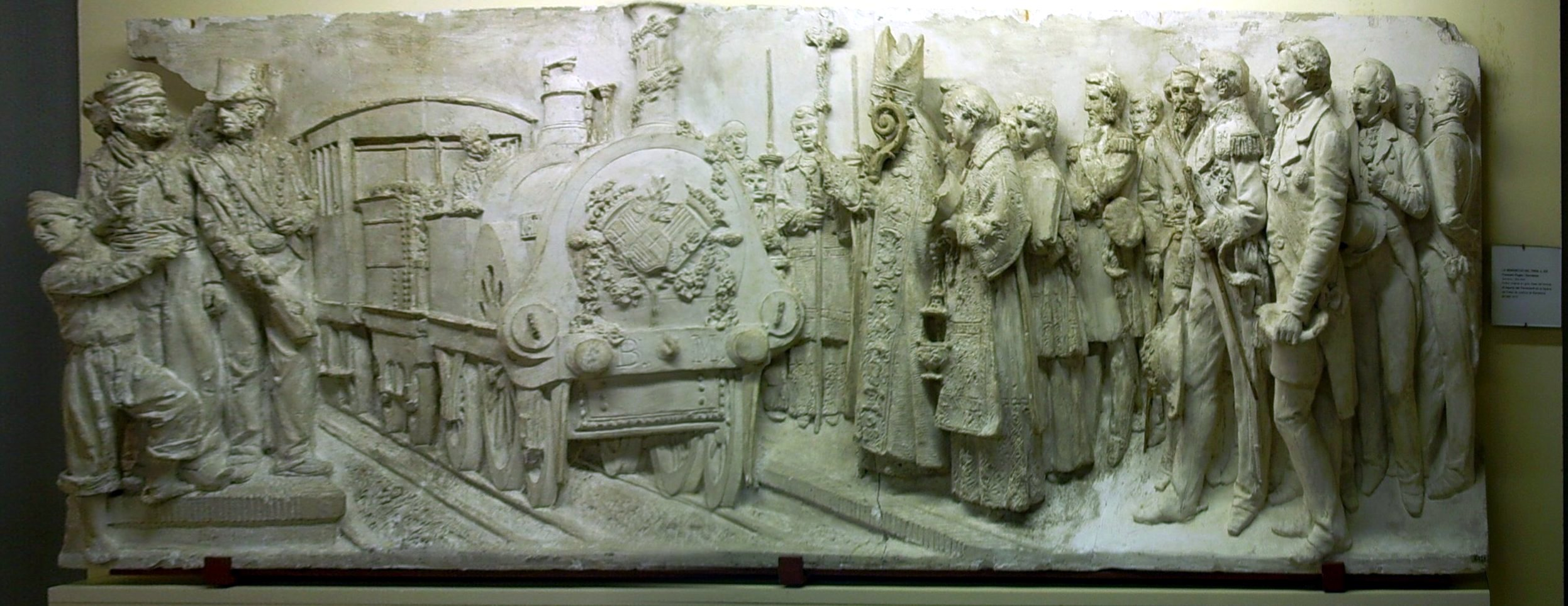
La Benedicció del Tren

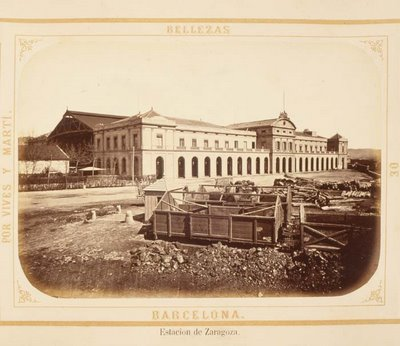
Estació terme de Barcelona del Ferrocarril de Saragossa, actualment part de l'Estació del Nord (Ferrocarrils del Nord), ara reconvertida en estació d'autobusos i en equipaments públics

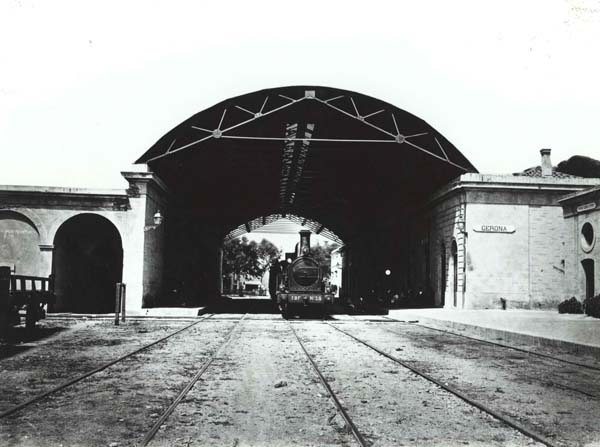
Estació de Girona

Els orígens del ferrocarril a Catalunya es remunten a la iniciativa de la burgesia catalana per contrarestar la falta de carreteres invertint en el ferrocarril. Els primers projectes van ser el de la línia entre Reus i el port de Tarragona (1833) i el de la línia entre Sant Joan de les Abadesses i Roses, però no es van materialitzar. El 1845 es va constituir, amb capital majoritari anglès, la companyia del Ferrocarril de Barcelona a Mataró, que sota l'impuls de l'enginyer de Mataró Miquel Biada, va construir la primera línia ferroviària de la península Ibèrica, que es va inaugurar el 28 d'octubre de 1848.
Des de llavors es van començar a construir les grans línies ferroviàries de via ampla que unien els centres productors industrials amb els mercats catalans, espanyols i europeus. Es van desplegar les grans vies fèrries a l'entorn de Barcelona (Barcelona-Granollers, Barcelona-Martorell i Barcelona-Terrassa); la línia de Reus a Tarragona i Lleida (que l'any 1865 havia arribat a Vimbodí); i es va prolongar la línia de Martorell fins a Tarragona i posteriorment fins a Tortosa.
Als anys cinquanta-seixanta del segle xix es va construir un total de 795 quilòmetres de vies fèrries a un ritme molt accelerat que es va frenar a partir de la crisi econòmica del 1866, la qual va paralitzar la construcció durant un decenni.
En les últimes dècades del segle es va reprendre la construcció dels ferrocarrils i es van desplegar un total de 418 km de via. Es van acabar línies a mig construir i es van produir fusions empresarials, com la de les companyies de Barcelona a Tarragona i de Barcelona a França (Ferrocarriles de Tarragona a Barcelona y Francia), que va completar la línia de Girona a França. Es va posar en explotació la línia de Granollers a les mines de Sant Joan de les Abadesses. I es va acabar la línia de Reus a Tarragona i Lleida. L'única línia nova va ser la de Barcelona a Vilanova i la Geltrú i a Valls, que va enllaçar amb la de Barcelona a Tarragona. Del 1887 al 1898 es va prolongar el ramal de la línia de Barcelona a Valls i Reus fins a l'enllaç amb la inacabada línia de Saragossa a La Puebla de Híjar. En finalitzar el segle s'havien construït 1.834 quilòmetres.
A més, des de la fi del segle xix es van construir també ferrocarrils secundaris d'ample ferroviari internacional. Primer, el ferrocarril de Barcelona a Sarrià (1863). Després, el de Manresa a Olvan i Guardiola (1885-1904). El 1895, el que va unir Olot amb altres poblacions de la Garrotxa i amb l'estació de via ampla de Girona (línia Barcelona-Portbou). El 1887, el de Palamós a Girona i Banyoles. El 1892, el de Sant Feliu de Guíxols a Girona, que transportava les matèries primeres i els productes elaborats de la indústria del suro del Baix Empordà. I el 1887, el de Reus a Salou.
La construcció del ferrocarril a Catalunya va afavorir la creació d'empreses com La Maquinista Terrestre y Marítima, i va connectar la indústria catalana amb el mercat interior espanyol.
Els mapes de l'època posen de manifest que la ciutat de Barcelona es va convertir en el nus central en el qual confluïa la xarxa de ferrocarrils i de carreteres de diferent ordre, segons la importància administrativa de les ciutats que connectaven, que s'estenia cap a la resta de Catalunya. Aquest disseny centralitzat es va produir també a l'entorn de les capitals de les altres províncies.
El 1929 es van cobrir les vies des de Barcelona-Plaça Catalunya fins a Muntaner i entre els anys 50 i 70 va continuar estenent-se el túnel a la resta de la línia de Barcelona. Als anys 50, també es va inaugurar el ramal entre Gràcia i Av. Tibidabo.
La guerra va deixar un panorama ferroviari, com en tants altres camps, dantesc. Algunes dades que ho demostren són les posteriors al conflicte: la MSA tenia més d'un 43% de les locomotores i cotxes inutilitzables; la Nord, de 1.164 locomotores que tenia a l'inici de la guerra, en tenia 792 que necessitaven com a mínim una reparació. Els danys en les línies o el material mòbil, en la majoria de casos, no van ser causats per accions directes de batalla (cosa que en canvi sí que va succeir amb els edificis ferroviaris, els ponts o els túnels). Van ser principalment conseqüència de la falta de conservació i revisions. Tot i així els danys en infraestuctures van ser també grans. Les dues línies més afectades van ser la Madrid-Barcelona, amb 18 incidències greus, com ara voladures de ponts i túnels; i la Barcelona – Portbou, amb 17 voladures. Només en reparacions Nord va gastar 132,7 milions de pessetes acabada la guerra.

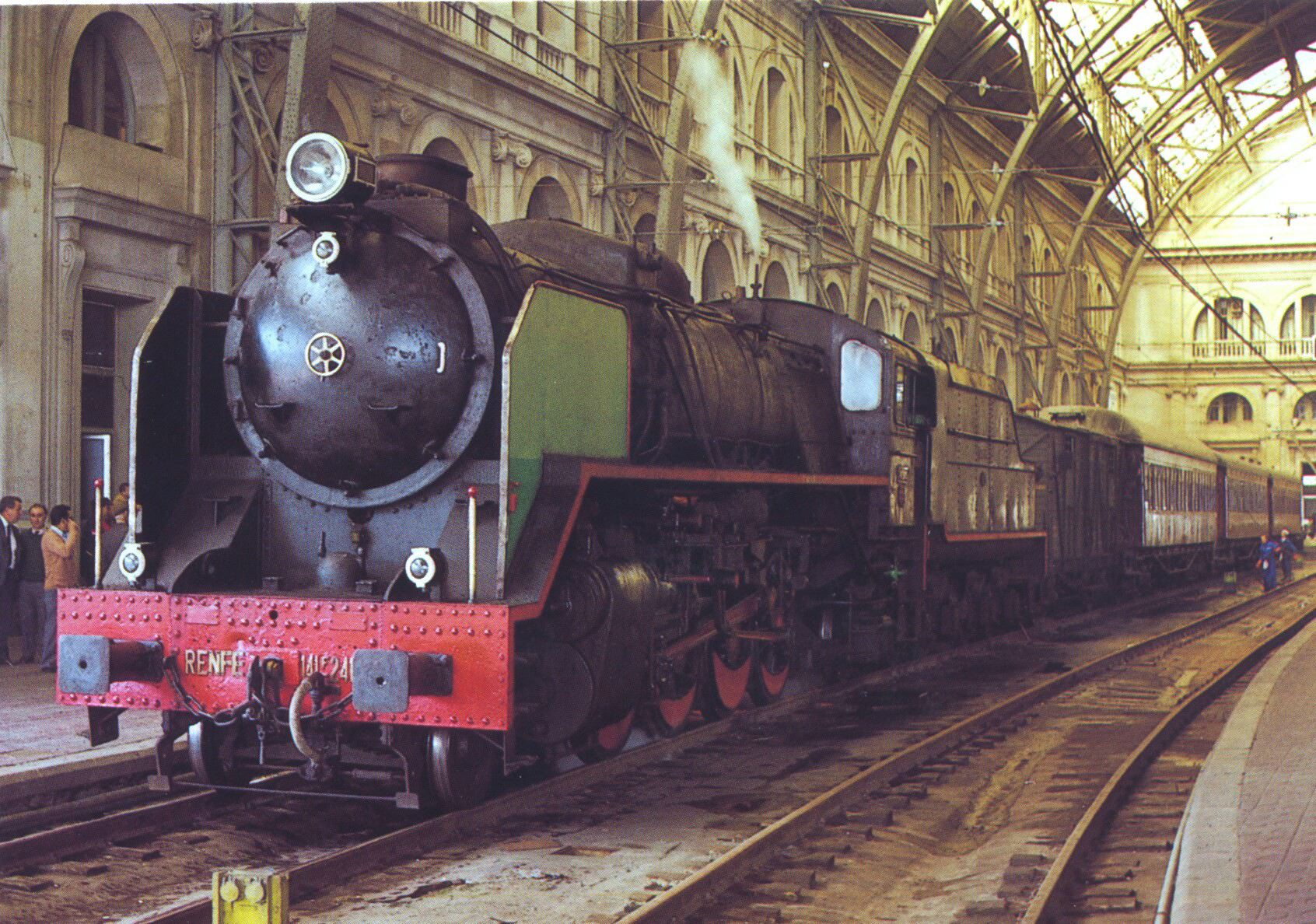
Estació de França en època d'explotació de RENFE

Després de la guerra civil les companyies van iniciar la reconstrucció pel restabliment del servei, amb grans despeses. A aquest cost s'hi afegiren les dificultats per cobrar els serveis prestats, cosa que les abocà a una situació insostenible que va desembocar en la seva nacionalització i unificació.
El 24 de gener de 1941 s'aprovà una nova llei que establia la nacionalització i agrupament de les companyies ferroviàries d'ample ibèric en una de sola anomenada Red Nacional de los Ferrocarriles Españoles (RENFE)
A Catalunya es nacionalitzaren tres companyies: Ferrocarrils del Nord, la Companyia dels Ferrocarrils de Madrid a Saragossa i a Alacant i Ferrocarril Metropolità de Barcelona.
RENFE continuà la reconstrucció de la xarxa ferroviària i va unificar els reglaments i senyals de les antigues companyies. L'any 1949 s'impulsà un pla per la renovació i posada al dia de les línies, i a més es van continuar estenent línies com la de La Pobla de Segur. Aquestes ampliacions, però, van quedar a mig fer a causa de la recomanació del Banc Mundial el 1962, que va suggerir invertir només en la xarxa ja existent per a la seva millora. Aquesta concentració d'inversions es van materialitzar en substituir la tracció a vapor, en la modernització de les línies, i en desdoblaments i aplicació de les últimes tecnologies a les línies més transitades. Cal destacar als anys 70 del segle xx la construcció d'enllaços ferroviaris a Barcelona que van acabar d'interconnectar les línies de les antigues companyies.
A mitjans dels anys 80 del segle xx l'Estat Espanyol va ser candidat a accedir a la Comunitat Econòmica Europea, la qual cosa l'obligava a adaptar-se a determinades directives, com la que instava a fer competitives les companyies ferroviàries i que fossin ben gestionades econòmicament. Entre altres implicacions, aquest fet va conduir a la supressió de les subvencions a fons perdut de les quals gaudia RENFE, que va comportar tancar el tram de Ripoll a Sant Joan de les Abadesses (clausurat el 1985). La línia de la Pobla de Segur es va salvar gràcies al fet que la Diputació de Lleida i la Generalitat de Catalunya en van sufragar les pèrdues a partir d'aleshores.
La Unió Europea va marcar unes pautes per liberalitzar el sector ferroviari, entre les quals es comptava separar la gestió de les infraestructures de la de l'explotació ferroviària. El 31 de desembre de 2004 a l'estat espanyol es va dissoldre la RENFE i es van repartir els actius en dos ens: ADIF (Administrador d'infraestructures ferroviàries) i Renfe Operadora per a l'explotació comercial.
El 31 de desembre de 2004 fou traspassada la línia de Lleida a La Pobla de Segur a Ferrocarrils de la Generalitat de Catalunya (FGC) gratuïtament. FGC renovà i revitalitzà la línia.
Durant els anys 2007 i 2008 hi va haver una gran controvèrsia pel mal funcionament de Rodalies Barcelona, per instal·lacions obsoletes i un pèssim manteniment fruit de l'abandonament per part de l'Estat espanyol, al que s'hi van afegir les avaries que provocaven les obres de l'alta velocitat d'ample internacional al tram paral·lel a la xarxa convencional.

## El material mòbil
El material mòbil és el conjunt dels elements que circulen sobre les vies del ferrocarril. Està format per la locomotora i els vagons que arrossega o empeny, anomenats formació. El conjunt de la locomotora amb la formació és el tren. Els trens, segons el tipus de servei que fan són de càrrega, de passatgers, de serveis, d'obres o mixtos. Al seu torn es pot fer una divisió per aquests tipus de vehicles entre: locomotores, cotxes de viatgers, vagons, automotors i unitats de tren.

## Infraestructura
Les infraestructures ferroviàries inclouen totes les instal·lacions i edificacions necessàries per al funcionament del ferrocarril: estacions, vies, ponts i túnels, sistema de senyals i comunicacions, infraestructura de bloqueig de trens i guies, agulles, etc.

### Via fèrria
La via fèrria es pot classificar en un primer moment de la següent forma:

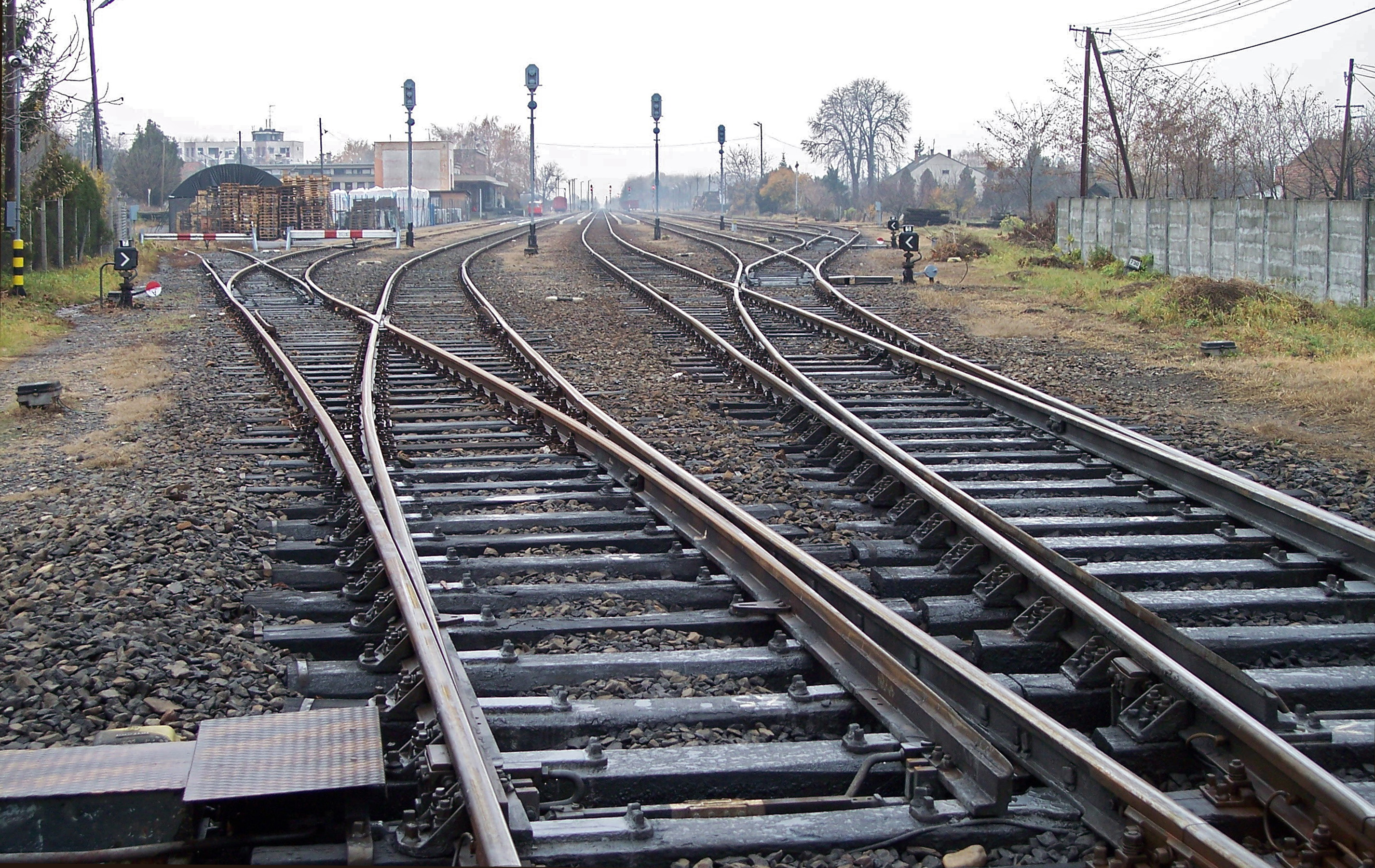
Agulles de ferrocarril

- De via doble: el que en tota la seva longitud té la via doble, dedicant-se cadascuna per a la marxa dels trens en un sentit.

També hi ha trams de vies quàdruples. En aquestes els recorreguts centrals són per al transport de mercaderies i les laterals o externs, per al transport de passatgers, ja que les andanes exteriors permeten millor l'accés. Una variant és aquella en què les vies centrals es reserven a ferrocarrils de llarga distància (més ràpids, amb menys parades) i les laterals a viatges de rodalies.
- De via senzilla: el que només té una via en tota la seva longitud i per ella es verifica el moviment dels trens en ambdós sentits, executant-se la cruïlla dels mateixos en les estacions i alguns punts determinats, on se situen amb tal objecte vies dobles o canvis d'agulles.[48]

### Ample de via
L'ample de via és la distància entre les cares interiors dels carrils.
Als Països Catalans hi ha tres amplades: l'ample ibèric que és de 1.668 mm, l'ample estàndard que és de 1.435 mm i l'ample mètric que és de 1.000 mm. Per tal que els trens puguin continuar el recorregut s'ha de canviar l'amplada dels eixos. Per a fer-ho hi ha dos sistemes: el sistema dissenyat per l'empresa Talgo i el dissenyat per l'empresa Construcciones y Auxiliar de Ferrocarriles.

### Senyalització ferroviària

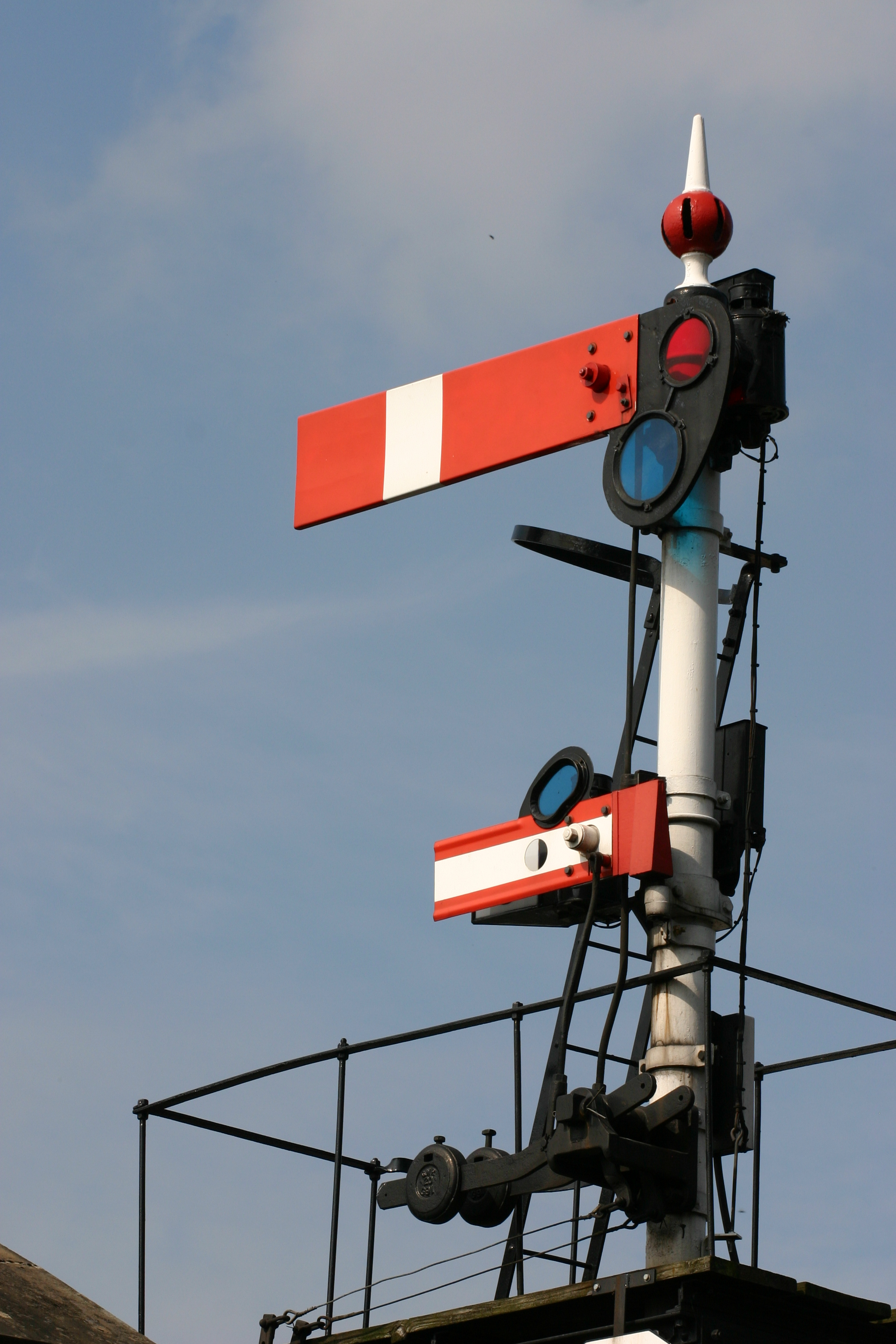
Senyal mecànica

La regulació del trànsit ferroviari es realitza mitjançant senyals, aquestes poden ser fixes o mòbils, manuals, mecàniques o elèctriques.

### Estació de ferrocarril
Una estació ferroviària o estació de ferrocarril és una instal·lació de vies i agulles, protegida per senyals, on es poden coordinar processos de circulació i els límits de la qual queden definits pels senyals d'entrada d'ambdós extrems. En general, les estacions compten amb aparells de via.
En certs Reglaments de Circulació, es consideren estacions als baixadors, llocs de bloqueig, llocs de banalització i bifurcacions, així com els llocs de circulació, quan intervinguen en el bloqueig.
Tradicionalment es consideren estacions al punt d'accés de viatgers i mercaderies del ferrocarril, eventualment amb les instal·lacions addicionals per a les operacions ferroviàries.

### Explotació ferroviària
Es denomina explotació ferroviària al conjunt de tècniques, mitjans i maneres que garanteixin la circulació de trens amb seguretat i fluïdesa, i que encamini cada tren cap al seu destí segons l'horari establert.

### Electrificació
S'anomena electrificació un sistema d'alimentació de tracció pel qual l'energia elèctrica alimenta les unitats de tracció ferroviària.